# William Howe (Ingenieur)

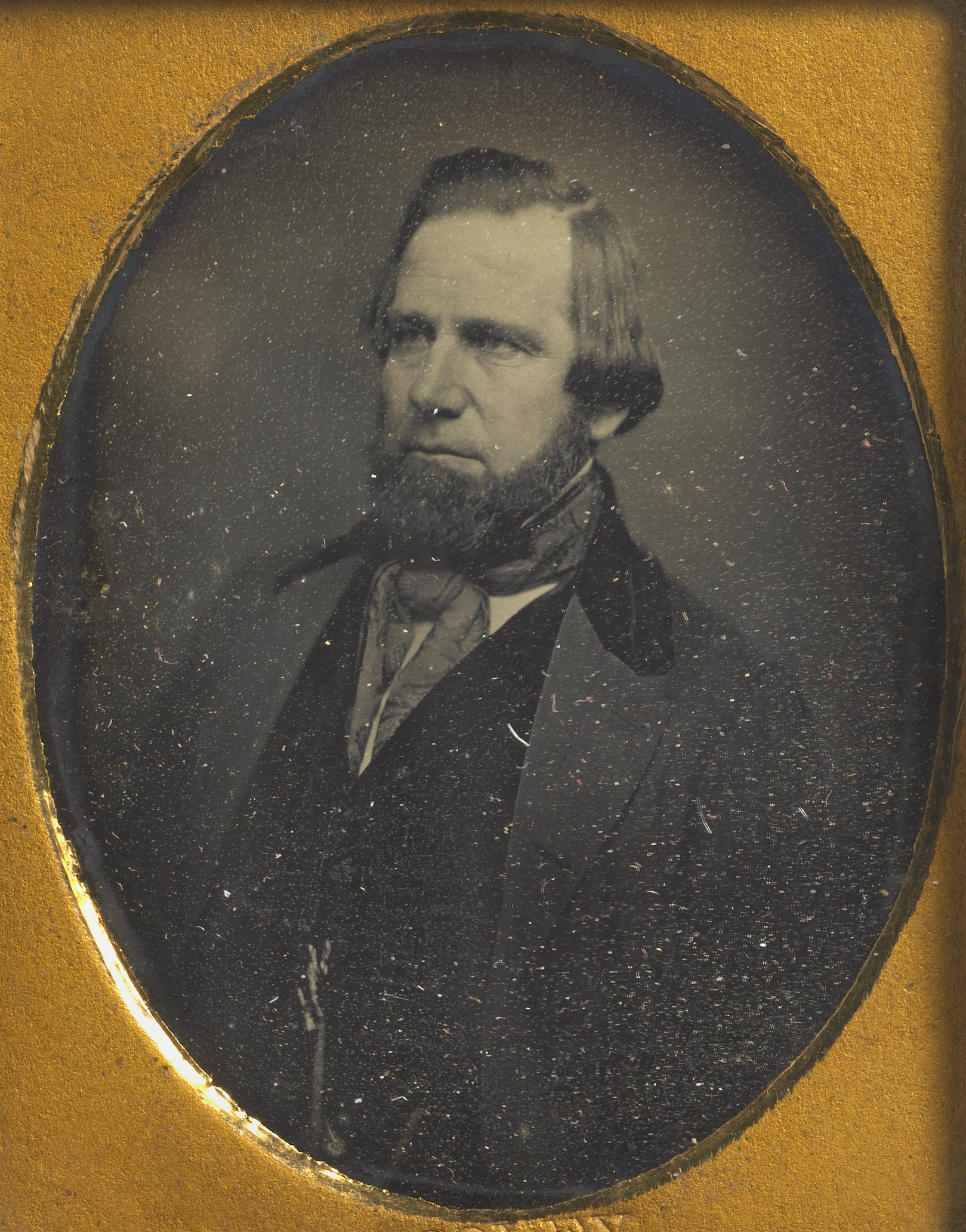
William Howe. Daguerreotypie, ca. 1850

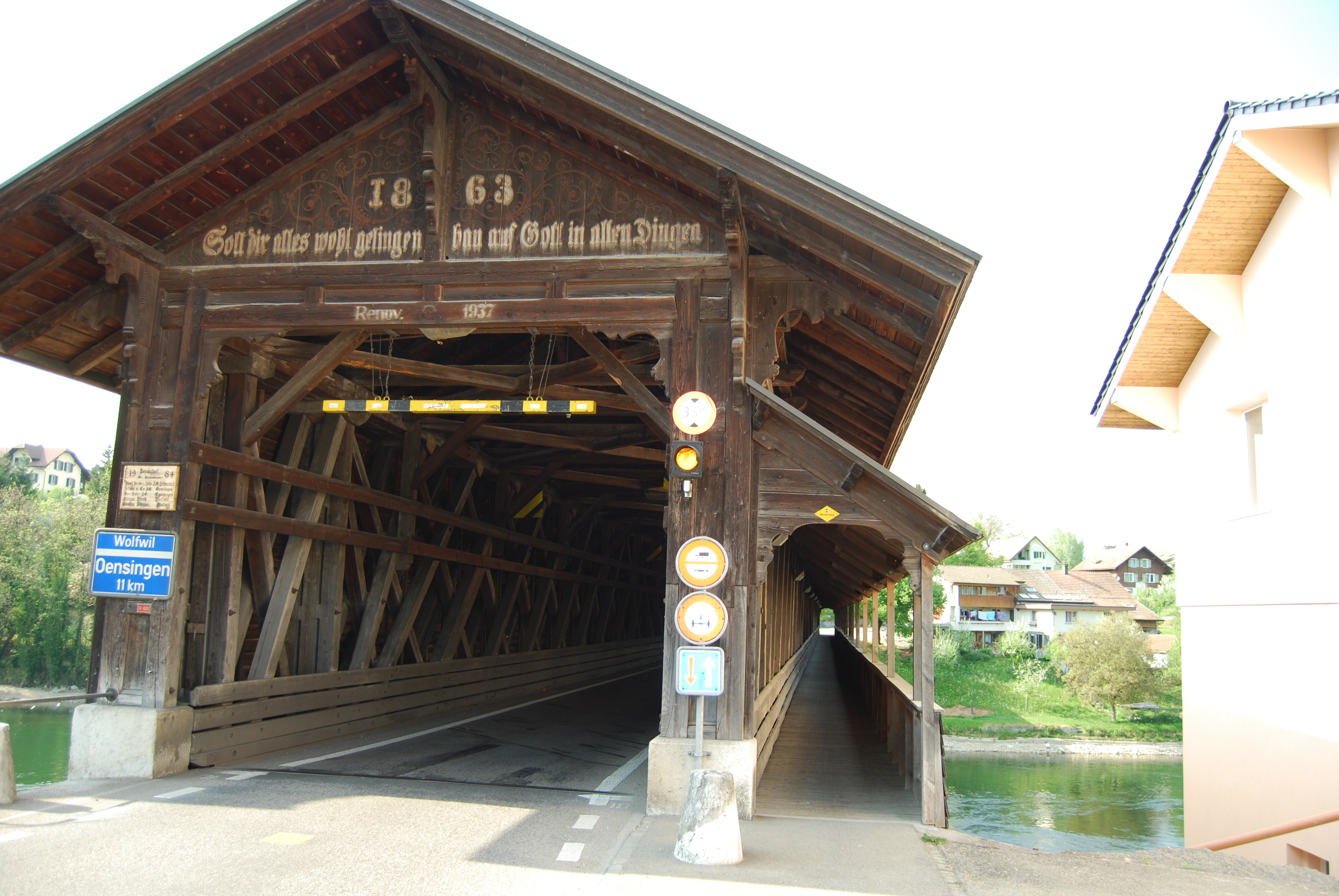
Brücke der Bauart Howe zwischen Fulenbach und Murgenthal, Schweiz

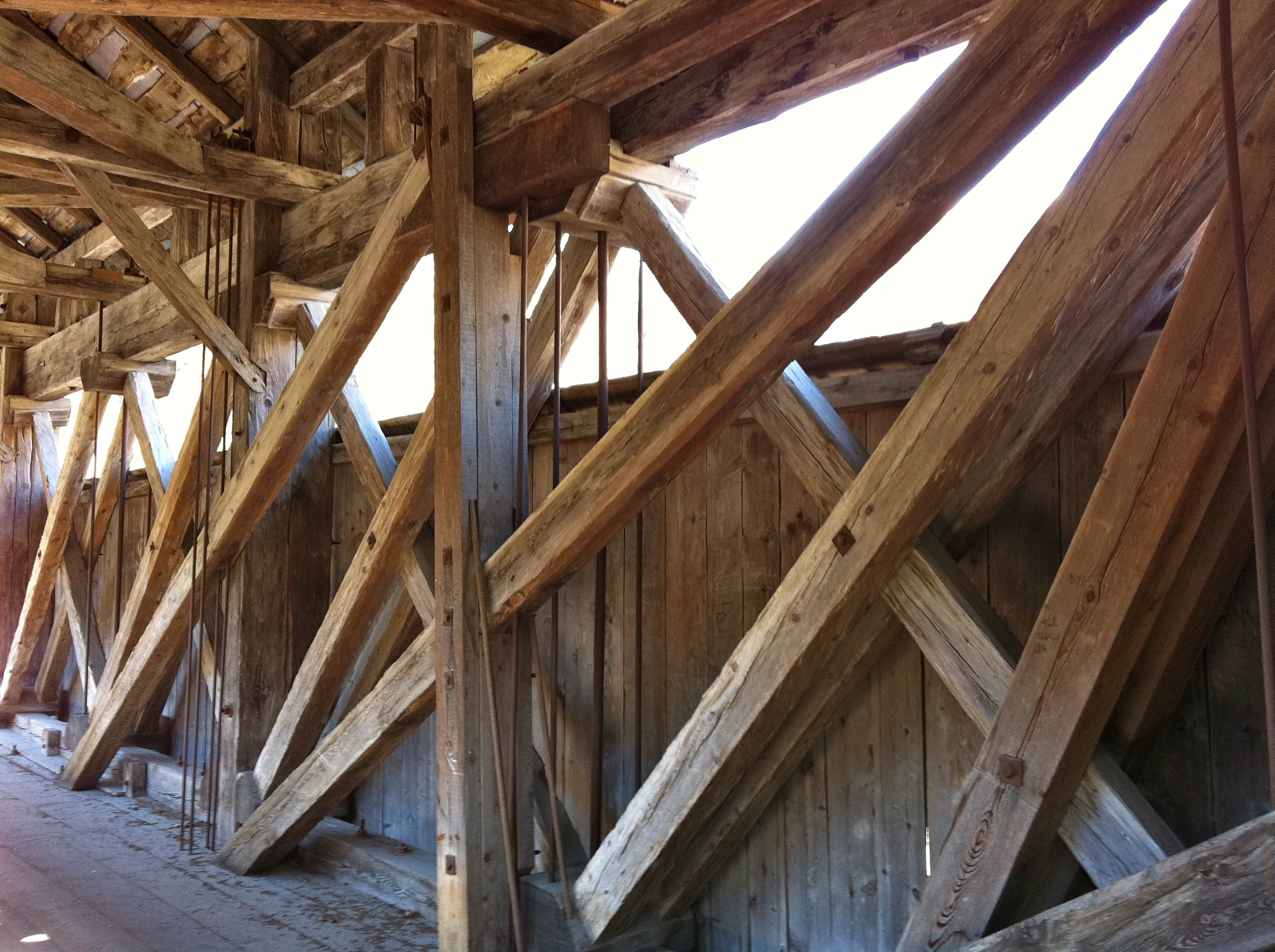
Detail der Howe-Brücke über den Inn in Scuol, Schweiz

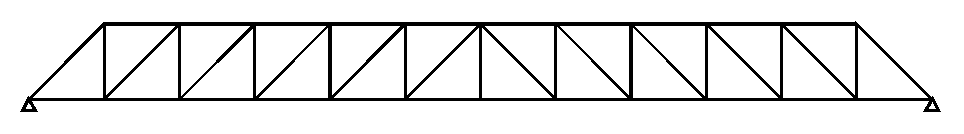
Schema eines Howeträgers

William Howe (* 12. Mai 1803 in Spencer, Massachusetts; † 19. September 1852 in Springfield, Massachusetts) war ein US-amerikanischer Brückenbau-Ingenieur, der Fachwerkbrücken (Gitterbrücken) mit sogenannten Howeträgern gebaut hat, bei dem die Druckstreben aus Holz und die Zugstreben aus Eisen konstruiert waren.
Er war der Onkel von Elias Howe, dem Erfinder von Nähmaschinen. Bis 1838 betätigte er sich als Farmer. Von da an baute er Brücken, zuerst für die Boston and Albany Railroad in Warren, Massachusetts. Er entwickelte ältere Brückentypen weiter und erhielt 1840 zwei Patente für seine Trägerkonstruktion.
Bis dahin wurden Brücken ganz aus Holz gebaut. Holz ist billig und kann gut Druckkräfte aufnehmen, aber verträgt Zugkräfte schlecht, besonders an den Verbindungen. Deshalb sah Howe parallelgurtige Fachwerkträger mit Rundeisenstangen für die vertikalen Streben vor, die mit Schraubmuttern gespannt und nachjustiert werden konnten. Die diagonalen Druckstreben waren weiter aus Holz, wurden aber nun allein durch Druck an ihrem Platz in kleinen Kerben der Längsträger gehalten. Als Alternative sah er dafür eiserne Schuhe vor. Bis zur Brückenmitte hin stiegen die Diagonalen an und kreuzten sich manchmal in den mittleren Feldern. Dieser Träger aus wenigen Balken ohne besondere zimmermännische Verbindengen war einfacher und schneller zu bauen als der häufig verwendete Townsche Lattenrost mit seinen zahlreichen und vielfach zu durchbohrenden Latten. Der Träger wurde nach ihm Howeträger genannt. Brücken in dieser Bauart wurden hauptsächlich bis 1870, aber auch noch bis ins 20. Jahrhundert gebaut. Sie war eine Vorstufe zu den späteren Brücken, die dann ganz aus Eisen gebaut wurden.
Beispiele für Brücken in dieser Bauart sind:
- Eisenbahnbrücke über den Connecticut River bei Springfield, 402 m Länge, sieben Öffnungen mit je 54,9 m Stützweite, 1840
- Elbebrücke Wittenberge in Brandenburg mit drei Howeträgern mit je 40 m Stützweite und 11 Howeträger mit je 54 m Stützweite, erbaut 1847–1852, Gesamtlänge 750 m. 1884 wurden die Howeträger durch Schwedlerträger aus Stahl ersetzt.
- Brücke über die Sulm für die österreichische Südbahn, 1845, mit zwei Öffnungen von je 47 m Spannweite
- Eisenbahnbrücke Maribor über die Drau, 1866, mit drei Öffnungen von je 56 m Spannweite
- Brücke über die Msta der Eisenbahn St. Petersburg – Moskau, 1851 fertiggestellt, 588 m lang, mit neun Öffnungen von knapp 60 m
- Die König-Ludwig-Brücke in Kempten von 1851 ist die letzte erhaltene Brücke mit Howeträgern in Deutschland; sie wird heute nur noch von Fußgängern und Radfahrern benutzt. Die Spannweiten sind 35, 53 und 26 m.
- P.W. & B. Railroad Bridge von 1866 über den Susquehanna River in Maryland
- Erste Dale Creek Bridge von 1868 im Bundesstaat Wyoming der USA
- Holzbrücke Fulenbach–Murgenthal von 1863 in der Schweiz
- Brücke Punt d’En von 1878 in Scuol, Graubünden, in der Schweiz
- Alte Rheinbrücke Vaduz–Sevelen an der Grenze zwischen Liechtenstein und der Schweiz
- Senderbrücke bei Dornbirn mit ca. 75 m Länge